# Fulgurodes inversaria
Fulgurodes inversaria là một loài bướm đêm trong họ Geometridae.